# Pokémon Battle Revolution
Pokémon Battle Revolution (ポケモンバトルレボリューション Pokemon Batoru Reboryūshon?) es el primer videojuego de la franquicia Pokémon para la Wii. También es el primer juego de la consola Wii en utilizar la conexión Wi-Fi de Nintendo, y el primero en interactuar vía wireless con la consola Nintendo DS.
Pokémon Battle Revolution presenta diez coliseos diferentes en una nueva localización, un parque temático referente a Pokémon llamado "Pokétopia". 
Otras características incluyen coliseos que tiene sus propios efectos, como reorganizando aleatoriamente los Pokémon del jugador, entre otras, como poder elegir el orden de los Pokémon del oponente, o como ciertos coliseos que tienen restricciones de nivel.
Fue el primer videojuego de la franquicia en ser calificado 7+ por la PEGI: los demás juegos generalmente son calificados +3.

## Jugabilidad
El juego presente 10 diferentes coliseos, cada uno con jugabilidad, prerrequisitos  y con un Líder del Coliseo diferentes. El Coliseo Cristal presenta un torneo de 16 jugadores con rondas eliminatorias en modalidad 1-vs-1. El Coliseo Pórtico sólo es accesible a quien posea un Pase de Batalla de Préstamo. El Coliseo Neón presenta una ruleta para escoger los Pokémon que lucharán.  A medida que el jugador avanza por el juego, los Pokémon disponibles para alquilar aumentan de nivel. También el jugador podrá obtener Pokécupones, que permiten personalizar la apariencia del personaje. Se puede cambiar las prendas del personaje, los accesorios, color de cabello y, en versiones fuera de Japón, el color de piel.
Los ataques Pokémon son muy diversos en el juego, cada Pokémon puede adquirir su propia animación para la mayoría de los movimientos. Algunas animaciones presentan a ambos Pokémon —el atacante y el defendiente— en pantalla al mismo tiempo. En anteriores títulos, el juego sólo mostraba al Pokémon atacando en una escena para luego presentar al Pokémon recibiendo el ataque.
Además de la conectividad a la consola Nintendo DS, el jugador puede obtener Pokémon en el juego y transferirlos a las versiones Pokémon Diamante y Perla a través de la función "Regalo Misterioso". Esto permita a los jugadores obtener elementos que serían imposibles en esas versiones sin el uso de cheats. Para desbloquear el premio, los jugadores deben sortear ciertos elementos o usar códigos especiales. Hasta la fecha, Magmortar y Electivire han sido los únicos Pokémon obtenibles con este método. Un Pikachu con movimientos especiales puede ser obtenido una vez que se hayan completado los diferentes coliseos del juego. En adición a las descargas de Pokémon, los jugadores pueden comprar objetos como ciertas Máquinas Técnicas —MTs— y objetos de evolución.

## Historia
El juego une los gráficos 3D de las ediciones de GameCube, Pokémon Colosseum y Pokémon XD, pero con un modo de juego muy similar a las ediciones de Nintendo 64, Pokémon Stadium 1 y 2, ya que no tiene modo historia. El Pokémon Battle Revolution no tiene minijuegos, a diferencia de Stadium, solo incluye modo reto DS y modo reto Coliseo.

## Modos de juego
Los modos de juegos son:

### Modo Batalla Coliseo
En el modo batalla coliseo, tu meta es luchar en una serie de coliseos, cada uno con su propio sistema de reglas.
Coliseos:                                                 
- 1 Gateway colosseum

- 2 Main street colosseum

- 3 Waterfall colosseum

- 4 Crystal colosseum

- 5 Neón colosseum

- 6 Sunnypark colosseum

- 7 Magma colosseum

- 8 Sunset colosseum

- 9 Courtyard colosseum

- 10 Stargazer colosseum

### Modo Batalla DS
En el modo batalla DS, de dos a cuatro jugadores pueden reunirse para combatir con sus Pokémon en la pantalla grande, utilizando la Nintendo DS como controlador. Para participar en este modo, cada jugador necesitará su propia Nintendo DS y una copia Pokémon Diamante, Perla, Platino, Oro Heartgold o Plata Soulsilver.

### Modo Batalla Wii
El modo Wii, permite combatir con amigos usando los códigos de amigo o buscar a alguien con un nivel parecido al tuyo. Para esto es necesario tener acceso a internet desde la consola. Este modo se encuentra dentro del modo Batalla Coliseo.

### Novedades
Aparte de poder conectar las DS para "luchar", también, usando la propiedad wireless de Nintendo DS, se puede pasar todos los pokémon que tienes en el juego Pokémon Edición Diamante/Perla, Pokémon Platino y Pokémon Edición Oro HeartGold/Plata SoulSilver. Así pues, en cada "slot" solo se puede pasar pokémon de un juego en concreto, aunque también puedes actualizar la lista desde el mismo juego.